# Tiorba
La tiorba (in lingua francese le théorbe, in inglese theorbo) è uno strumento musicale.
Grande liuto basso caratterizzato sia da una paletta rivolta verso l'interno tipicamente liutistica a cui sono fissate le corde tese sulla tastiera, sia da un prolungamento del manico (tratta nella definizione di Alessandro Piccinini, Intavolatura di Liuto, Bologna 1623-39), da cui partono un numero variabile di bordoni ben più lunghi delle altre corde (o cori), i quali venivano suonati esclusivamente a vuoto. Nella loro parte terminale tutte le corde sono fissate ad un ponticello. Tale strumento può arrivare a montare sino a 12 paia di corde.
Si distinguono due tipi di tiorba: la tiorba romana, detta principalmente chitarrone, e la tiorba indicata anche come padovana, differenti per numero di cori in quanto la tiorba padovana ne conta otto sul manico e otto bordoni, e per le dimensioni di cassa armonica,  manico e tratta, che nel chitarrone sono più lunghi.